# Albert Kesselring
Albert Kesselring (30. november 1885 – 16. juli 1960) var en tysk feltmarskal under 2. verdenskrig. I en karriere, som strakte sig over begge verdenskrige, var Kesselring en af Tysklands dygtigste militære ledere og blev en af blot 27 soldater, som blev tildelt jernkorsets ridderkors med egeløv, sværd og diamanter. Han fik tilnavnet "Smilende Albert" af de Allierede og "Onkel Albert" af sine tropper. Han var en af de mest populære generaler under 2. verdenskrig blandt tropperne.
Kesselring kom i den tyske hær som officerskadet i 1904 og gjorde tjeneste i artilleriet. Han afsluttede sin uddannelse som ballonobservatør i 1912. Under 1. verdenskrig gjorde han tjeneste på både Vestfronten og Østfronten og gjorde tjeneste ved generalstaben, selv om han ikke havde gået på krigsakademiet.
Kesselring blev i hæren efter krigen, men blev i 1933 leder af administrationsdepartementet i Luftfartsministeriet, hvor han var involveret i genskabelsen af flyindustrien og grundlæggelsen af Luftwaffe, som han var stabschef for fra 1936 til 1938.
Under 2. verdenskrig ledede han luftstyrker under invasionerne af Polen og Frankrig, slaget om England og Operation Barbarossa.
Han var øverste tyske hærchef i Middelhavsområdet, som også omfattede operationer i Nordafrika. Kesselring ledede et stædigt forsvar mod de allierede styrker i Italien, indtil han blev kvæstet ved en ulykke i oktober 1944. I krigens sidste felttog ledede han de tyske styrker på Vestfronten. Han opnåede sine modstanderes respekt for sine militære præstationer, men hans præstationer blev plettet af massakrer begået af tropper under hans kommando i Italien.
Efter krigen blev Kesselring anklaget for krigsforbrydelser og dømt til døden. Dommen blev omstødt til livsvarigt fængsel. En kampagne blandt politikere og i medierne førte i 1952 til hans løsladelse, angiveligt af helbredsgrunde. Han var den ene af to feltmarskaller, som udgav deres erindringer. Hans fik titlen Soldat Bis Zum Letzten Tag (Soldat til den sidste dag).

## Tidlige år
Albert Kesselring blev født i Marktsteft i Bayern den 30. november 1885, søn af Carl Adolf Kesselring, skoleinspektør og byrådsmedlem, og hans kone Rosina, som var født Kesselring, da hun var Carls halvkusine. Alberts tidlige år blev tilbragt i Marktsteft, hvor slægtninge havde drevet et bryggeri siden 1688.
Efter eksamen fra Christian Ernestinum mellemskole i Bayreuth i 1904 gik Kesselring ind i den tyske hær som Fahnenjunker (kadet) i 2. bayerske fodartilleriregiment. Regimentet lå i Metz og havde ansvar for vedligeholdelsen af stedets forter. Han blev i regimentet til 1915, bortset fra 1905-1906 på militærakademiet, hvor han blev udnævnt til løjtnant, og på artilleri- og ingeniørskolen i München 1909-1910.
Kesselring giftede sig i 1910 med Luise Anna Pauline (Liny) Keyssler, datter af en apoteker fra Bayreuth. Parret tog på bryllupsrejse til Italien. Deres ægteskab var barnløst; de adopterede 1913 Ranier, søn af Alberts halvfætter Kurt Kesselring. I 1912 afsluttede han uddannelse som ballonobservatør i et luftskib – et tidligt tegn på interesse for flyvning. Kesselrings overordnede overvejede at sende ham til artilleri- og ingeniørskolen som underviser på grund af hans ekspertise i "samspillet mellem taktik og teknologi".

## Første Verdenskrig
Kesselring gjorde tjeneste ved sit regiment i Lorraine indtil udgangen af 1914, hvor han blev overført til 1. bayerske fodartilleri, som udgjorde en del af den 6. armé. Den 19. maj 1916 blev han forfremmet til kaptajn. I 1916 blev han overført til 3. bayerske fodartilleri. Han udmærkede sig i slaget ved Arras, hvor han brugte sine taktiske færdigheder til at stoppe et britisk fremstød. For sin indsats på Vestfronten blev han udmærket med Jernkorset af 2. og 1. klasse.
I 1917 blev han overført til generalstaben uden at have været på krigsakademiet. Han gjorde tjeneste på Østfronten i staben for 1. bayerske Landwehr division. I januar 1918 vendte han tilbage til Vestfronten som stabsofficer i 2. og 3. bayerske korps.

## Mellemkrigstiden
Efter krigen var Kesselring involveret i demobiliseringen af 3. bayerske korps i Nürnberg området. Et sammenstød med lederen af et lokalt frikorps førte til, at der blev udstedt arrestordre på grund af hans påståede deltagelse i et kup mod ledelsen af 3. bayerske korps, og Kesselring blev kastet i fængsel. Han blev snart løsladt, men hans overordnede, major Hans Seyler, kritiserede ham for at have "undladt at udvise den nødvendige diskretion".
Fra 1919 til 1922 gjorde Kesselring tjeneste som leder af et artilleribatteri i 24. artilleriregiment. Han sluttede sig til Reichswehr den 1. oktober 1922 og kom til det militære træningskontor i Reichswehrministeriet i Berlin. Han blev på denne post til 1929, hvor han vendte tilbage til Bayern som chef for Wehrkreis VII i München. I tiden i Reichswehrministeriet var Kesselring involveret i organiseringen af hæren, tilpasning af stabenes størrelse for at få den bedst mulige hær inden for de begrænsede ressourcer, som var til rådighed. Han hjalp til med at reorganisere materielafdelingen og etablerede fundamentet for forsknings- og udviklingsindsatsen, som skulle frembringe nye våben. Han var involveret i hemmelige militærmanøvrer, som blev gennemført i Sovjetunionen i 1924 og i den såkaldte store plan om en 102 divisioners krigshær, som blev udarbejdet i 1923 og 1924. Efter endnu en periode i Reichswehrministeriet blev Kesselring forfremmet til oberstløjtnant i 1930 og var to år i Dresden ved 4. artilleriregiment.
Imod eget ønske blev Kesselring afskediget fra hæren den 1. oktober 1933 og udpeget til leder af administrationsdepartementet i rigskommissariatet for flyvning (Reichskommissariat für die Luftfahrt), forløberen for Reichsluftfahrtministerium med rang af oberst.
Da Versailles-traktaten havde forbudt Tyskland at have et luftvåben, var det formelt et civilt foretagende. Luftwaffe blev formelt genetableret i 1935. Som leder af administrationen måtte han samle en ny stab fra grunden. Han var involveret i genskabelsen af flyindustrien og etablering af hemmelige fabrikker, etablering af alliancer med fabrikanter og flyingeniører. Han blev forfremmet til generalmajor i 1934 og generalløjtnant i 1936.
Som andre tyske generaler fik han personlige betalinger fra Adolf Hitler. I Kesselrings tilfælde 6.000 rigsmark, et betydeligt beløb.
I en alder af 48 lærte han at flyve. Kesselring mente, at førstehåndskendskab til alle sider af flyvning var afgørende for, at han kunne lede flyvere, selv om han godt vidste, at sent tilkomne som ham selv hverken imponerede gamle pionerer eller unge flyvere. Han blev kvalificeret til at flyve i forskellige en- og flermotorers fly og fortsatte med at flyve 3-4 gange om ugen indtil marts 1945. Til tider førte hans flyvninger ham over koncentrationslejrene ved Oranienburg, Dachau og Buchenwald.
Efter generalløjtnant Walther Wevers død ved et flystyrt blev Kesselring stabschef for Luftwaffe den 3. juni 1936. På denne post førte Kesselring tilsyn med ekspansionen af Luftwaffe, anskaffelsen af nye flytyper som Bf 109 og Ju 87 samt udviklingen af faldskærmstropper. Som mange tidligere hærofficerer betragtede han flystyrkerne i en taktisk rolle med at støtte landoperationer. Han afviste strategisk bombning og opgav planerne om en Ural bomber.
Kesselrings vigtigste operationelle opgave i denne periode var at støtte Legion Condor i den Spanske borgerkrig. Hans embedstid blev skæmmet af personlige og professionelle stridigheder med hans overordnede, flyvergeneral Erhard Milch, og Kesselring bad om at blive afløst. Lederen af Luftwaffe, Hermann Göring, indvilligede, og Kesselring blev chef for 3. Luftdistrikt i Dresden. Den 1. oktober 1938 blev han forfremmet til General der Flieger og blev chef for Luftflotte 1 med base i Berlin.

## Anden Verdenskrig

### Polen
Under felttoget i Polen var Kesselrings Luftflotte 1 indsat som støtte for Heeresgruppe Nord under kommando af Generaloberst Fedor von Bock. Selv om han ikke var underlagt von Bock, arbejdede Kesselring tæt sammen med ham og anså sig selv for at være under Bocks kommando i alle forhold, som vedrørte landkrigen. Kesselring stræbte efter at yde den bedst mulige nærstøtte til landstyrkerne og brugte luftstyrkernes fleksibilitet til at koncentrere luftvåbenet på kritiske punkter, som under slaget ved Bzura. Han forsøgte at afskære de polske kommunikationslinjer ved at gennemføre en række luftangreb mod Warszawa, men opdagede, at selv 1.000 kg bomber ikke kunne garantere, at broer blev ødelagt.
Kesselring blev skudt ned over Polen af det polske luftvåben. I alt blev han skudt ned fem gange under 2. Verdenskrig. For sin indsats i Polen blev han tildelt Jernkorsets Ridderkors af Adolf Hitler personligt.

### Vesteuropa
Kesselrings Luftflotte 1 var ikke involveret i forberedelsen af de nye felttog i vest. I stedet blev den i øst i garnisonstjeneste og etablerede nye flybaser og et luftbeskyttelsesnetværk i det besatte Polen. Efter Mechelen episoden, hvor et tysk fly nødlandede i Belgien med en kopi af de tyske invasionsplaner, afskedigede Göring lederen af Luftflotte 2, General der Flieger Hellmuth Felmy og udpegede i stedet Kesselring. Kesselring fløj til sit nye hovedkvarter i Münster dagen efter, 13. januar 1940. Da Felmys stabschef Generalmajor Josef Kammhuber også var blevet afskediget, medbragte Kesselring sin egen stabschef Generalmajor Wilhelm Speidel.
Da han ankom i vest, konstaterede Kesselring, at Luftflotte 2 opererede som støtte for von Bocks Heeresgruppe B. Fra Felmy overtog han en indviklet plan, som krævede præcision på minuttet i flere timer og omfattede en luftbåren operation omkring Rotterdam og Haag, som skulle erobre lufthavne og broer i "Vesting Holland " området. Faldskærmstropperne tilhørte General der Flieger Kurt Students luftbårne styrker, som var afhængige af hurtigt at få forbindelse med de mekaniserede styrker. For at fremme det, lovede Kesselring von Bock den størst mulige nærstøtte fra luften. Luft- og landoperationer skulle imidlertid begyndte samtidig, så der var ingen tid til at nedkæmpe det nederlandske luftvåben.
Slaget om Holland begyndte den 10. maj 1940. Mens de indledende luftoperationer forløb godt, og Kesselrings jagere og bombere snart fik overtaget mod det lille hollandske luftvåben, løb faldskærmstropperne ind i hård modstand i Slaget om Haag og Slaget om Rotterdam. Den 14. maj 1940 reagerede Kesselring på en anmodning om hjælp fra Student med at beordre bombardementet af Rotterdams bycentrum. Det forårsagede brande, som var ude af kontrol og ødelagde en stor del af byen.
Efter Nederlands overgivelse den 14. maj 1940 forsøgte Luftflotte 2 at trænge frem til nye flyvepladser i Belgien, samtidig med at den stadig gav støtte til de hurtigt fremtrængende landtropper. Slaget om Frankrig forløb også godt, idet General der Panzertruppe Heinz Guderian gennemførte en overgang over Meusefloden ved Sedan den 13. maj 1940. For at støtte gennembruddet overførte Kesselring Generalleutnant Wolfram von Richthofens VIII Fliegerkorps til Luftflotte 3. Den 24. maj var de Allierede styrker delt i to, og den tyske hær var kun 15 km fra Dunkerque, den sidste kanalhavn i de Allieredes hænder. Den dag gav Hitler Generaloberst Gerd von Rundstedt ordre til at stoppe. Kesselring anså denne beslutning for en "fatal fejl". Det overlod opgaven med at forhindre den Allieredes evakuering fra Dunkerque til Kesselrings flyvere, som var hæmmet af dårligt flyvevejr og hård modstand fra det britiske Royal Air Force. For sin indsats i felttoget i vest blev Kesselring forfremmet til Generalfeldmarschall den 19. juli 1940.
Efter felttoget i Frankrig blev Kesselrings Luftflotte 2 indsat i Slaget om England. Luftflotte 2 var ansvarlig for bombardementet af det sydøstlige England og London, men efterhånden som slaget udviklede sig, ændrede ansvaret sig, så Generalfeldmarschall Hugo Sperrles Luftflotte 3 overtog mere af ansvaret for de natlige Blitz angreb, mens operationerne i dagslys udførtes af Luftflotte 2. Kesselring var involveret i planlægningen af mange angreb, herunder Bombardementet af Coventry i november 1940. Kesselrings flyvere meldte om mange sejre, men kunne ikke gennemføre angreb, som sikrede den afgørende sejr. I stedet anvendte Luftwaffe den indbyggede fleksibilitet i luftvåbenet til at skifte mellem mål.

### Operation Barbarossa
| Citat             | Resultaterne viser, om en officer er tjenlig til at være feltmarskal, og ingen vil derefter spørge om hans fortid, om han kom fra hæren eller luftvåbenet; men et råd vil jeg give alle feltmarskaller: Bliv ikke en ensidig tekniker, men lær derimod at tænke og lede inden for rammerne af alle tre værn. | Citat |
| Albert Kesselring | |       |

Selv om den var øremærket til operationer mod Sovjetunionen, forblev Luftflotte 2 i vest indtil maj 1941. Det var dels en sløring, dels fordi de nye luftbaser i Polen ikke var færdige som planlagt den 1. juni 1941, omend de var klar til Operation Barbarossa den 22. juni 1941. Kesselring placerede sit nye hovedkvarter i Bielany, en forstad til Warszawa.
Luftflotte 2 opererede som støtte for Heeresgruppe Mitte, som var under kommando af Fedor von Bock, og fortsatte det nære samarbejde mellem de to. Det var Kesselrings opgave at opnå luftoverlegenhed og om muligt luftherredømme så hurtigt som muligt, samtidig med at operationerne på jorden blev støttet. Hertil havde han en flåde på over 1.000 fly, omkring en tredjedel af Luftwaffes' samlede styrke.
Det tyske angreb ramte en stor del af det sovjetiske luftvåben på jorden. Dårlig taktik med at sende ueskorterede bombefly mod tyskerne i faste intervaller i taktisk uheldige formationer resulterede i store sovjetiske tab. Kesselring rapporterede, at i den første uge havde Luftflotte 2 ødelagt 2.500 sovjetiske fly i luften og på jorden. Selv Göring fandt disse tal vanskelige at tro og gav ordre til, at de skulle kontrolleres igen. Efterhånden som landtropperne rykkede frem, kunne tallene direkte bekræftes og viste sig endda at være for lave. I løbet af få dage kunne Kesselring flyve alene over fronten i sin Focke-Wulf Fw 189.
Da luftherredømmet var nået, gik Luftflotte 2 over til at støtte operationerne på jorden, især ved at beskytte flankerne for de pansrede spydspidser, hvilket var en nødvendighed for en hurtig fremrykning. Når fjendtlige modangreb truede, kastede Kesselring den fulde vægt af sin styrke imod dem. Nu, da hæren var overbevist om værdien af luftstøtte, var enhederne alt for tilbøjelige til at tilkalde flystøtte. Kesselring måtte nu forklare hæren, at luftstøtte skulle koncentreres på de kritiske steder. Han stræbte efter at forbedre samarbejdet mellem hæren og luftvåbenet med nye taktikker og udpegningen af oberst Martin Fiebig som en særlig nær luftstøtteleder. Frem til 26. juli rapporterede Kesselring, at 165 kampvogne, 2.136 køretøjer og 194 kanoner var blevet ødelagt.
I slutningen af 1941 støttede Luftflotte 2 den sidste tyske offensiv mod Moskva med kodenavnet Operation Typhoon. Angreb på Moskva viste sig hasarderede, da Moskva havde gode flyvepladser til operationer i al slags vejr, og modstanden fra jagere og antiluftskyts lig den, man havde mødt over Storbritannien. Det dårlige vejr, som fra oktober hæmmede operationer på landjorden, var en endnu større hindring for operationer i luften. Trods det fortsatte Luftflotte 2 med at flyve vigtige rekognosceringsmissioner, opfange fjendtlige fly og gennemføre støtte- og forsyningsflyvninger fra luften.

### Mellemøsten og Nordafrika
I november 1941 blev Kesselring udpeget til øverstkommanderende i Syd og blev overført til Italien sammen med staben for hans Luftflotte 2, som indtil videre også fungerede som hans stab som øverstkommanderende. Først i januar 1943 etablerede han sit hovedkvarter som et egentligt hovedkvarter for et operationsområde og dannede en særskilt stab, som skulle styre Luftflotte 2. Som chef for et operationsområde var han direkte underlagt Oberkommando der Wehrmacht (OKW) og havde kommandoen over hær-, flåde- og luftstyrker, hvilket i begyndelsen ikke havde den store betydning, da de fleste tyske enheder var underlagt italiensk operationel kontrol.
Kesselring søgte at organisere og beskytte forsyningskonvojer for at give den tysk-italienske Panzerarmée de ressourcer, den behøvede. Det lykkedes ham at opnå lokalt luftherredømme neutralisere Malta, som dannede base for britiske fly og undervandsbåde, som kunne genere aksemagternes konvojer til Nordafrika. Uden de vigtige forsyninger, de medbragte, især brændstof, kunne aksestyrkerne i Nordafrika ikke gennemføre operationer. Gennem forskellige tiltag lykkedes det Kesselring at levere en stigende strøm af forsyninger til Generalfeldmarschall Erwin Rommels Afrika Korps i Libyen. Med sine således styrkede enheder forberedte Rommel et angreb på de britiske stillinger ved Gazala, mens Kesselring planlagde Operation Herkules, et flåde- og luftangreb på Malta med 185 luftbårne Folgore division og Ramcke-faldskærmsbrigaden. Derved håbede Kesselring at sikre aksemagternes kommunikationslinjer til Nordafrika.
Til Slaget ved Gazala delte Rommel sine styrker i to og tog selv kommandoen over de mobile enheder i Deutsches Afrika Korps og 20. italienske motoriserede korps, som han førte rundt om den sydlige flanke af generalløjtnant Neil Ritchies 8. britiske armé. Rommel overlod det til infanteriet i det 10. det 21. italienske korps under General der Panzertruppe Ludwig Crüwell at fastholde resten af 8. armé. Denne kommandostruktur gik i vasken den 29. maj 1942, da Crüwell blev taget til fange. Da han ikke havde en tilstrækkelig højtstående officer til rådighed, overtog Kesselring selv kommandoen over Gruppe Crüwell. Mens han fløj sin Fieseler Fi 156 Storch på vej til et møde, blev Kesselring beskudt af en britisk styrke, som var placeret hen over Rommels kommunikationslinje. Kesselring beordrede et angreb med alle til rådighed stående Stuka og jagerbombere. Hans angreb lykkedes. Den britiske styrke led store tab og var tvunget til at trække sig tilbage.
Kesselring og Rommel skændtes over den sidstes opførsel i slaget ved Bir Hakeim. Rommels indledende infanteriangreb havde ikke erobret en afgørende stilling, det sydlige omdrejningspunkt i den britiske Gazala linje, som blev forsvaret af den 1. Frie franske brigade under kommando af general Marie Pierre Koenig. Rommel havde tilkaldt luftstøtte, men havde ikke kunnet gennembryde stillingen, hvilket Kesselring tilskrev dårlig koordination mellem angrebene i luften og på landjorden. Bir Hakeim blev evakueret den 10. juni 1942. Kesselring var mere imponeret af resultaterne af Rommels vellykkede angreb på Tobruk den 21. juni, hvortil Kesselring tilkaldte ekstra fly fra Grækenland og Kreta. For sin andel i felttoget blev Kesselring tildelt egeløv og sværd til sit ridderkors.
I kølvandet på sejren ved Tobruk overtalte Rommel Hitler til at give tilladelse til et angreb mod Ægypten i stedet for Malta, trods Kesselrings indvendinger. Faldskærmstropperne, som var samlet til Operation Herkules, blev sendt videre til Rommel. Først gik angrebet sig godt, og Rommel vandt slaget ved Mersa Matruh, men ganske som Kesselring havde forudset, voksede de logistiske vanskeligheder, og resultatet var de katastrofale Første slag om el-Alamein, slaget ved Alam el Halfa og Andet slag om el-Alamein. Kesselring anså Rommel for at være en dygtig general til at lede hurtige tropper på korpsniveau, men følte, at han var for ustadig til højere poster. Kesselring blev bekræftet i sin opfattelse af Rommels nervesammenbrud og hospitalsophold på grund af depression ved slutningen af felttoget i Nordafrika.
Kesselring blev en kort overgang anset for en mulig efterfølger for Generalfeldmarschall Wilhelm Keitel som stabschef for OKW i september 1942 med General der Panzertruppe Friedrich Paulus som afløser for Generaloberst Alfred Jodl som chef for operationsstaben i OKW. Overvejelserne viste den høje anseelse, som Kesselring nød hos Hitler. Alligevel besluttede Hitler, at hverken Kesselring eller Paulus kunne undværes på deres poster. I oktober 1942 fik Kesselring den direkte kommando over alle tyske styrker i Middelhavsområdet bortset fra Rommels Panzer Armee Afrika i Nordafrika, men inklusiv General der Infanterie Enno von Rintelen, den tyske forbindelsesofficer i Commando Supremo, som talte flydende italiensk. Kesselrings kommando omfattede tropperne i Grækenland og på Balkanhalvøen indtil slutningen af året, hvor Hitler etablerede en armégruppe under Generalfeldmarschall Wilhelm List og udnævnte ham til List Oberbefehlshaber Südost.

### Tunesien
De Allieredes invasion af Nordafrika førte til en krise i Kesselrings område. Han beordrede Walther Nehring, den tidligere leder af Afrikakorpset, som var på vej tilbage i tjeneste, efter at have forvundet de sår, han fik under slaget ved Alam el Halfa, til at tage til Tunesien og overtage kommandoen over et nyt korps (90. korps). Kesselring beordrede Nehring til at etablere et brohoved i Tunesien og trænge vestpå så langt som muligt for at opnå manøvrefrihed. I december var den allierede hærchef general Dwight D. Eisenhower tvunget til at indrømme, at Kesselring havde vundet kapløbet. Den afsluttende fase i Operation Torch var slået fejl, og Aksemagterne kunne kun fordrives fra Tunesien efter en længere kamp.
Med initiativet tilbage hos tyskerne og italienerne håbede Kesselring på at kunne indlede en offensiv, som drev de allierede ud af Nordafrika. I Slaget ved Kasserine passet slog hans styrker de allierede, men i den sidste ende betød kraftig allieret modstand og en række fejl fra Aksestyrkernes side, at fremrykningen gik i stå. Kesselring koncentrerede sig nu om at styrke sine enheder ved at overføre tilstrækkelig store forsyninger fra Sicilien, men hans indsats blev forstyrret af allierede fly og undervandsbåde. En Allieret offensiv i april brød til sidst igennem og førte til et sammenbrud for Aksemagterne i Tunesien. Omkring 275.000 tyske og italienske soldater blev taget til fange. Kun slaget om Stalingrad overskyggede denne katastrofe. Til gengæld havde Kesselring forsinket de Allierede i seks måneder og forsinket den allierede invasion i Nordfrankrig fra midten af 1943 til midten af 1944.

### Felttoget i Italien

#### Sicilien
Kesselring ventede, at de Allierede ville invadere Sicilien, da en landgang dér kunne foregå under beskyttelse af jagerfly fra Tunesien og Malta. Han forstærkede de seks kyst- og fire mobile italienske divisioner på øen med to mobile tyske divisioner – 15. Panzergrenadier Division og Hermann Göring panserdivisionen, som begge var genopbygget efter at være blevet udslettet i Tunesien. Kesselring var godt klar over, at mens denne styrke var tilstrækkelig til at forhindre de allierede i blot at marchere ind, kunne den ikke modstå en storstilet invasion. Han satsede derfor på at slå den allierede invasion af Sicilien tilbage med et øjeblikkeligt modangreb, som han gav oberst Paul Conrath fra Hermann Göring Panserdivisionen ordre til at gennemføre, så snart målet for den allierede invasionsflåde var kendt, med eller uden ordrer fra øens kommandant Generale d'Armata Alfredo Guzzoni.
Kesselring håbede, at den allierede invasionsflåde ville udgøre gode mål for ubåde, men de havde kun få træffere. U-953 sænkede to amerikanske LSTer, U-375 sænkede tre fartøjer i en britisk konvoj den 4. – 5. juli mens U-371 sænkede et Liberty-skib og et tankskib den 10. juli. Pres fra de allieredes luftstyrker tvang Luftflotte 2, som siden juni var under kommando af von Richthofen, til at trække hovedparten af sine fly tilbage til fastlandet.
Den allierede invasion af Sicilien den 10. juli 1943 mødte hård modstand. En Stuka angreb og sænkede USS Maddox; en Me 109 ødelagde en LST; og et Liberty-skib fyldt med ammunition blev bombet af Ju 88er, brød i brand og eksploderede senere uden tab af menneskeliv.
Uden at vide, at Guzzoni allerede havde beordret et stort modangreb den 11. juli, gik Kesselring uden om kommandokæden og beordrede Hermann Göring-panserdivisionen til at angribe samme dag i håb om, at et energisk angreb ville lykkes, inden amerikanerne kunne nå at bringe hovedparten af deres artilleri og kampvogne i land. Selv om hans tropper gav amerikanerne en hård kamp, lykkedes det dem ikke at erobre den allierede stilling.
Kesselring fløj selv til Sicilien den 12. juli for at vurdere situationen og besluttede, at det kun var muligt at gennemføre en forhalingskamp, og at øen til sidst måtte evakueres. Alligevel ville han kæmpe og forstærkede Sicilien med den 29. Panzergrenadier division den 15. juli. Kesselring vendte tilbage til Sicilien i en flyvebåd den 16. juli for at give den øverste tyske hærchef, General der Panzertruppe Hans-Valentin Hube instruktioner. Da han ikke kunne skaffe yderligere luftstøtte, gav Kesselring Hube kommandoen over de tunge Flakenheder på øen, selv om det var i modstrid med Luftwaffe-doktrinen. Alt i alt lykkedes det Kesselring at forsinke de Allierede på Sicilien i yderligere en måned, og den allierede erobring af Sicilien var først afsluttet den 17. august.
Kesselrings evakuering af Sicilien, som begyndte den 10. august, var måske den mest fremragende operation under felttoget. På trods af de Allieredes overlegenhed til lands, til vands og i luften lykkedes det Kesselring at evakuere ikke blot 40.000 soldater, men også 96.605 køretøjer, 94 kanoner, 47 kampvogne, 1.100 ton ammunition, 970 ton brændstof og 15.000 ton lagre. Han opnåede en næsten perfekt koordination mellem de tre værn under sin kommando, hvilket hans modstander Eisenhower ikke kunne.

#### De Allieredes invasion af Italien
Efter erobringen af Sicilien frygtede OKW, at Italien ville trække sig ud af krigen, men Kesselring forblev overbevist om, at italienerne ville blive ved med at kæmpe. OKW anså Kesselring og von Rintelen for at være for pro-italienske og begyndte at gå udenom ham. Rommel blev sendt til Norditalien og Student til Rom, hvor hans 1. faldskærmskorps havde ordre fra OKW til at besætte hovedstaden i tilfælde af italiensk frafald. Benito Mussolini blev fjernet fra magten den 25. juli 1943, og Rommel og OKW begyndte at planlægge besættelsen af Italien og afvæbningen af den italienske hær. Kesselring fik indtil videre ikke noget at vide om disse planer.
Efter råd fra Rommel og Generaloberst Alfred Jodl besluttede Hitler, at den italienske halvø ikke kunne holdes uden støtte fra den italienske hær. Kesselring fik ordre til at trække sig tilbage fra Syditalien og sammenlægge sin Heeresgruppe C med Rommels Heeresgruppe B i Norditalien, hvor Rommel skulle overtage overkommandoen. Kesselring var udset til at blive forflyttet til Norge. Kesselring var forfærdet over udsigten til at opgive Italien. Det ville udsætte det sydlige Tyskland for bombefly, der opererede fra Italien. Man ville risikere, at de Allierede brød ind i Podalen, og det var ganske unødvendigt, da han var sikker på, at Rom kunne holdes indtil sommeren 1944. Denne vurdering var baseret på hans tro på, at de Allierede ikke kunne gennemføre operationer uden deres jagerfly, som kun havde rækkevidde til Salerno. Kesselring indgav sin afskedsansøgning den 14. august 1943.
SS Obergruppenführer Karl Wolff, den øverste SS og politichef i Italien, intervenerede på Kesselrings vegne overfor Hitler. Wolff betegnede Rommel som "politisk upålidelig" og hævdede, at Kesselrings tilstedeværelse i Syditalien var af vital betydning for at forhindre en hurtig italiensk udtræden af krigen. Efter råd fra Wolff afviste Hitler at acceptere Kesselrings afskedsansøgning.
Italien trak sig ud af krigen den 8. september. Kesselring tog straks skridt til at sikre Rom, hvor han forventede en allieret invasion fra luften og havet. Han beordrede 3. Panzergrenadier division og 2. faldskærmsdivision til at lukke byen, mens en gruppe uden held forsøgte at tilfangetage den italienske hærstab ved Monterotondo ved et kup. Kesselrings to divisioner stod over for fem italienske divisioner, heraf to pansrede, men det lykkedes ham at overvinde modstanden, sprede de italienske styrker og sikre sig byen på to dage.
Over hele Italien afvæbnede tyskerne hurtigt italienske enheder. Rommel deporterede italienske soldater, bortset fra dem, som var villige til at gøre tjeneste i tyske enheder, til Tyskland som tvangsarbejdere, mens italienske enheder i Kesselrings område blev opløst og hjemsendt. En italiensk hærchef, general Gonzaga, afviste tyske krav om, at hans 222. kystdivision skulle afvæbnes, og blev øjeblikkelig skudt. En betydelig del af den 184. luftbårne division Nembo gik over på tysk side og blev senere grundlag for den 4. faldskærmsdivision. På den græske ø Kefalonia – udenfor Kesselrings område – blev ca. 5.000 italienske tropper fra 33. bjergdivision Acqui massakreret. Mussolini blev reddet af tyskerne i Unternehmen Eiche, et angreb som var planlagt af Kurt Student og blev gennemført af Obersturmbannführer Otto Skorzeny den 12. september. Detaljerne i operationerne blev bevidst, men uden held holdt hemmelige for Kesselring. "Kesselring er for ærlig til de fødte forrædere der nede" var Hitlers vurdering.
Italien blev nu i praksis et besat land, da tyske tropper strømmede til. Italiens beslutning om at skifte side skabte afsky for italienerne blandt både de Allierede og tyskerne, hvilket ville få langtrækkende konsekvenser.

#### Salerno
Selv om hans område allerede var afskrevet ville Kesselring kæmpe. Under slaget ved Salerno i september 1943 gennemførte han et storstilet modangreb mod de allierede landsætninger med Generaloberst Heinrich von Vietinghoffs 10. armé. Modangrebet påførte de allierede store tab og tvang dem tilbage mange steder, og en overgang overvejede de allierede hærchefer en evakuering. Den korte afstand fra tyske lufthavne gjorde det muligt for Luftflotte 2 at placere 120 fly over Salerno området den 11. september 1943. Slagskibet HMS Warspite og krydserne HMS Uganda og USS Savannah blev beskadiget af radiostyrede Fritz X-bomber, mens et Liberty-skib blev sænket den 14. september og et andet beskadiget dagen efter. Offensiven fik ikke held af at kaste de Allierede i havet. Allierede skibskanoner decimerede de fremrykkende tyske enheder, de allierede ydede hård modstand, og den britiske 8. armé rykkede frem sydfra. Den 17. september 1943 gav Kesselring Vietinghoff tilladelse til at afbryde angrebet og trække sig tilbage.
Kesselring var blevet besejret, men havde vundet værdifuld tid. Han var allerede, i strid med sine ordrer, i gang med at forberede en række forsvarslinjer – Volturno-linjen, Barbara-linjen og Bernhardt-linjen. Først i november 1943, efter en måneds hårde kampe, nåede de Allierede frem til Kesselrings hovedlinje, Gustavlinjen. Ifølge sine erindringer følte Kesselring, at meget mere kunne være nået, hvis han havde haft rådighed over de tropper, som "nytteløst" blev holdt under Rommels kommando.
I november 1943 mødtes Kesselring med Hitler. Kesselring gav en optimistisk vurdering af situationen i Italien og forsikrede, at han kunne holde de Allierede syd for Rom ved Gustavlinjen. Kesselring lovede desuden, at han kunne forhindre de allierede i at nå de nordlige Apenniner i mindst seks måneder. Som følge heraf beordrede Hitler den 6. november 1943 Rommel og hans hovedkvarter for Heeresgruppe B til at tage til Frankrig, overtage kommandoen over Atlantvolden og gennemføre forberedelser til at modstå det Allierede angreb, som blev ventet der i foråret 1944. Den 21. november 1943 overtog Kesselring igen kommandoen over alle tyske styrker i Italien, hvorved han sammenkædede OB Süd – en fælles kommando – med den for Heeresgruppe C, som var en hærkommando. "Jeg havde altid beskyldt Kesselring for at se for optimistisk på tingene", forklarede Hitler senere, "... begivenhederne har vist, at Rommel tog fejl, og jeg har fået ret i min beslutning om at beholde feltmarskal Kesselring, som jeg betragter som en umådelig politisk idealist, men også som en militær optimist, og det er min holdning, at militært lederskab uden optimisme er umuligt."
Luftwaffe opnåede en bemærkelsesværdig sejr om natten den 2. december 1943, hvor 105 Ju 88 bombefly angreb havnen i Bari. Dygtig anvendelse af chaff til at forvirre de allierede radar operatører betød, at de nåede frem til havnen, som var fyldt med fuldt oplyste allierede skibe. Resultatet var det mest ødelæggende luftangreb mod allierede skibe siden angrebet på Pearl Harbor. To ammunitionsskibe og et tankskib blev ramt. Brændende olie og eksploderende ammunition spredtes over havnen. Omkring 16 skibe blev sænket, og havnen var ude af drift i tre uger. Desuden havde et af skibene, SS John Harvey, haft sennepsgas om bord, som indhyllede havnen i en sky af giftige dampe.

#### Cassino og Anzio
Det første Allierede forsøg på at bryde gennem Gustavlinjen i Slaget om Monte Cassino i januar 1944 begyndte godt, da 10. britiske korps brød gennem linjen, som holdtes af 94. division, og bragte hele 10. armés front. Samtidig fik Kesselring advarsler om et forestående allieret amfibieangreb. Kesselring hastede sine reserver, 29. division og 90. pansergrenaderdivision, frem til fronten ved Cassino. Det lykkedes dem at stabilisere den tyske stilling, men de efterlod Rom svagt bevogtet. Kesselring følte, at han var blevet udmanøvreret, da de allierede gik i land ved Anzio (Operation Shingle).
Selv om Kesselring blev overrasket, reagerede han hurtigt for at få kontrol over situationen og tilkaldte Generaloberst Eberhard von Mackensens 14. armé hovedkvarter fra Norditalien, 29. og 90. Panzergrenadier blev hentet fra Cassinofronten og 26. panserdivision fra 10. armé. OKW bidrog med nogle divisioner fra andre operationsområder. I februar kunne Kesselring gå i offensiven ved Anzio, men hans styrker kunne ikke knuse det Allierede brohoved, hvilket Kesselring gav sig selv, OKW og von Machensen skylden for på grund af, at der var begået fejl, som kunne være undgået.
I mellemtiden bragte hårde kampe ved Monte Cassino i februar 1944 de allierede tæt på et gennembrud ind i Liridalen. For at holde bastionen på Monte Cassino tilkaldte Kesselring 1. faldskærmsdivision, en "usædvanlig veltrænet og hærdet" division den 26. februar. Trods store tab og afskydning af enorme mængder ammunition lykkedes det ikke en allieret offensiv i marts 1944 at gennembryde Gustavlinjen.
Den 11. maj 1944 indledte general Sir Harold Alexander Operation Diadem, som endelig brød gennem Gustavlinjen og tvang 10. armé på tilbagetog. I forbifarten åbnede der sig et hul mellem 10. og 14. armé, som truede dem med omringning. På grund af denne fejl afskedigede Kesselring von Mackensen og erstattede ham med General der Panzertruppe Joachim Lemelsen. Heldigvis for tyskerne var den amerikanske generalløjtnant Mark Clark så besat af tanken om at erobre Rom, at han undlod at udnytte chancen, så 10. armé kunne trække sig tilbage til den næste forsvarslinje, Trasimenelinjen, hvor den kunne få forbindelse med 14. armé og gennemføre en kæmpende tilbagetrækning.
For sin andel i felttoget blev Kesselring tildelt ridderkorset med egeløv, sværd og diamanter af Hitler i Ulveskansen ved Rastenburg i Østpreussen den 19. juli 1944. Dagen efter blev Hitler udsat for 20. juli-attentatet.
Da Kesselring blev informeret om attentatet om aftenen af Göring, sendte Kesselring som mange andre højtstående hærchefer et telegram til Hitler, hvori han bekræftede sin loyalitet.
I juli og august 1944 udkæmpede Kesselring en hårdnakket forsvarskamp og trak sig gradvist tilbage til den formidable Gotiskelinje nord for Firenze. Der lykkedes det ham endelig at stoppe de allieredes fremrykning. Tabene i kampene ved den gotiskelinje i september og oktober omfattede også Kesselring selv. Den 25. oktober stødte hans bil sammen med en kanon, som kom ud fra en sidevej. Kesselring blev alvorligt kvæstet i hovedet og vendte først tilbage til sin post i januar 1945.

#### Tiltag til beskyttelse af Italiens befolkning og kultur
Kesselring stræbte utrætteligt efter at undgå ødelæggelse af mange kunstnerisk værdifulde italienske byer som Rom, Firenze, Siena og Orvieto. I nogle tilfælde blev historiske broer som Ponte Vecchio mineret i stedet for at blive sprængt i luften, mens andre historiske broer i Firenze blev ødelagt på hans befaling. Desuden blev Ponte Vecchio mineret. Han beordrede ødelæggelse af den gamle centrale bydel i dens to ender for at forsinke den allierede fremrykning over floden Arno. I samme ånd støttede Kesselring den italienske erklæring om Rom, Firenze og Chieti som åbne byer. I tilfældet Rom var det på trods af, at der ville være betydelige taktiske fordele ved at forsvare broerne over Tiberen. Disse erklæringer blev aldrig godtaget af de allierede, da byerne ikke blev demilitariseret og forblev centre for administration og industri. Trods de gentagne erklæringer om "åben by" blev den militariserede Rom bombet mere end 50 gange af de allierede, hvis luftstyrker også angreb Firenze. Status af åben by var uden mening, når betingelserne ikke var opfyldt.
Kesselring forsøgte at bevare klosteret på Monte Cassino ved at undlade at besætte det militært, selv om det udgjorde en fremragende observationspost over slagmarken. Det viste sig omsonst, da de allierede ikke troede på, at klosteret ikke blev brugt til at dirigere tysk artilleri mod deres linjer. Om morgenen den 15. februar 1944 kastede 142 B-17 Flying Fortress, 47 B-25 Mitchell og 40 B-26 Marauder mellemsvære bombefly med overlæg 1.150 tons spræng- og brandbomber på klosteret og forvandlede det historiske sted til en rygende ruinhob. Kesselring var klar over, at nogle kunstværker, som var fjernet fra Monte Cassino for at blive opbevaret i sikkerhed, endte i Hermann Görings besiddelse. Kesselring lod nogle tyske soldater plyndre. De tyske myndigheder undgik at give de italienske myndigheder kontrol over kunstværker, da de frygtede, at "hele samlinger ville blive solgt til Schweiz". En allieret undersøgelse i 1945 rapporterede, at de italienske kulturskatte havde lidt forholdsvis små skader i krigen. Kesselring blev jævnligt holdt ajour om indsatsen for at beskytte kunstskattene og hans personlige interesse i sagen bidrog til, at så stor en del af skattene blev reddet.

#### Krigsforbrydelser
Den 22. – 23. marts 1944 gik en gruppe på 15 mand fra det amerikanske Office of Strategic Services (OSS) i land i gummibåde fra amerikanske patruljebåde på den liguriske kyst som led i Operation GINNY II, der var en mission med det formål at sprænge indgangene til to vigtige jernbanetunneler. Deres både blev opdaget, og de blev taget til fange af en mindre gruppe italienske og tyske soldater. Den 26. marts blev de henrettet i overensstemmelse med Hitlers stående ordre om henrettelse af kommandosoldater, som var udstedt, efter at tyske soldater var blevet lænket og henrettet under Diepperaidet.
Den 23. marts blev 33 tysk-italienske politifolk fra Polizeiregiment Bozen, som var rekrutteret blandt den tysktalende befolkning i Bolzano området samt tre italienske civile,
dræbt i Rom ved en bombesprængning eller under det følgende skyderi. Som reaktion godkendte Hitler anbefalingen fra Generaloberst Eberhard von Mackensen, chefen for 14. armé, som var ansvarlig for området, herunder Rom. Anbefalingen var, at der skulle skydes 10 italienere for hver politimand, der var blevet dræbt. Opgaven blev overdraget til SS Obersturmbannführer Herbert Kappler, som konstaterede, at der ikke var tilstrækkelig mange dømte fanger til rådighed og derfor supplerede med jødiske fanger og endda civile fra gaderne. Resultatet blev Ardeatine massakren.
Roms fald den 4. juni 1944 placerede Kesselring i en farlig situation, da hans styrker forsøgte at trække sig tilbage fra Rom til den gotiske linje. At tyskerne især var sårbare over for italienske partisaner, var general Alexander også klar over, og over radioen opfordrede han den italienske befolkning til at dræbe tyskere, "hvor end de møder dem". Kesselring reagerede ved at give tilladelse til "massiv indsats af artilleri, granat- og minekastere, panserbiler, flammekastere og andre våben mod partisaner. Han udstedte også en ordre, hvor han lovede straffrihed til soldater, som "overskrider vor normale tilbageholdenhed". Uanset om det var et resultat af Kesselrings hårde linje eller ej, blev der gennemført massakrer af Hermann Görings panserdivisionen ved Stia i april, Civitella in Val di Chiana i juni og Buchini i juli 1944, af den 26. panserdivision ved Padule di Fucecchio den 23. august 1944, og af 16. SS Panzergrenadier Division Reichsführer-SS ved Sant'Anna di Stazzema i august 1944 og Marzabotto i september og oktober 1944.
I august 1944 fik Kesselring at vide af Rudolf Rahn, den tyske ambassadør i den RSI, at Mussolini havde protesteret over drabet på italienske civile. Som reaktion herpå udstedte Kesselring en ny befaling til sine tropper den 21. august, hvor han beklagede de hændelser, som havde "skadet Wehrmachts rygte og disciplin, og som ikke længere havde noget at gøre med gengældelsesoperationer" og indledte undersøgelser af specifikke sager, som Mussolini havde omtalt. Mellem 21. juli og 25. september 1944 blev 624 tyskere dræbt, 993 såret og 872 savnedes efter partisanoperationerne, hvor omkring 9.520 partisaner blev dræbt.
Kesselring brugte jøderne i Rom som slavearbejdere ved bygningen af befæstninger – ligesom han tidligere havde gjort det i Tunesien. Han havde brug for en stor arbejdsstyrke i betragtning af de logistiske vanskeligheder han stod overfor. Da han fik ordre til at deportere de romerske jøder, gjorde han modstand. Han meddelte, at der ikke var ressourcer til rådighed til at gennemføre en sådan ordre. Hitler overførte herefter ansvaret til SS, og omkring 8.000 romerske jøder blev til sidst deporteret. Under den tyske besættelse af Italien mentes tyskerne at have dræbt ca. 46.000 italienske civile, heriblandt 7.000 jøder.

### Centraleuropa
| Citat                                    | Desuden vidste vi, at disse styrker var under kommando af feltmarskal Albert Kesselring, en af de dygtigste officerer i Hitlers armeer. Han havde udmærket sig i det tyske artilleri, det tyske luftvåben og han havde været i generalstaben før krigen. Kesselring var velkvalificeret både som hærchef og som administrator, og han gennemførte Aksemagternes operationer i Italien med stor dygtighed i to år, hvorefter han blev overført til Vestfronten i Tyskland. Jeg var glad for at se ham forsvinde. Han var hurtig til at reorganisere sine styrker og overføre reserver til at imødegå vore angreb... | Citat |
| a Amerikanske generalløjtnant Mark Clark | |       |

Da han var kommet sig over biluheldet, afløste Kesselring Generalfeldmarschall Gerd von Rundstedt som OB West den 10. marts 1945. Ved ankomsten sagde han til sin nye stab: "Tja, mine herrer. Jeg er er det nye V-3", med henvisning til Vergeltungswaffe ("gengældelses" våbnene) og især til V-3 kanonen, hvoraf prototyper blev affyret på Vestfronten i slutningen af 1944 og begyndelsen af 1945. I betragtning af den desperate situation på Vestfronten var dette endnu et eksempel på Kesselrings velkendte optimisme. Kesselring beskrev stadig Hitlers analyse af situationen som uhyggelig. Ifølge den var tyskerne på nippet til at påføre de sovjetiske styrker et historisk nederlag, hvorefter de sejrrige tyske hære skulle føres vestpå og knuse de allierede og feje dem bort fra kontinentet. Kesselring var fast besluttet på at holde fast i vest, indtil afgørelsen var faldet i øst. Kesselring støttede Hitlers ordre om, at desertører skulle hænges i det nærmeste træ. Da en stabsofficer forsøgte at gøre Kesselring opmærksom på situationens håbløshed, svarede Kesselring, at han var kørt gennem hele hærens bagområde, og ikke havde set en eneste hængt mand.
Vestfronten fulgte på dette tidspunkt stort set Rhinen med to vigtige undtagelser: Det amerikanske brohoved over Rhinen ved Remagen og et stort tysk frontfremspring vest for Rhinen i Saar-Pfalz trekanten. Det blev overvejet at evakuere trekanten, men OKW gav ordre til, at den skulle holdes. Da Kesselring første gang besøgte den tyske 7. armés hovedkvarter den 13. marts 1945, bekræftede armégruppechefen Oberstgruppenführer Paul Hausser og de to hærchefer alle, at forsvaret af trekanten kun kunne føre til store tab eller udslettelse af deres styrker. General der Infanterie Hans Felber fra 7. armé anså det sidste for at være mest sandsynligt, men Kesselring insisterede alligevel på, at stillingerne skulle holdes.
Trekanten var allerede under angreb fra to sider af generalløjtnant George Pattons 3. armé og generalløjtnant Alexander Patchs 7. armé. Den tyske stilling brød snart sammen, og Hitler gav modstræbende tilladelse til evakuering. 1. og 7. armé led store tab. Omkring 113.000 tyskere mod kun 17.000 på allieret side. Trods alt havde de undgået at blive omringet, og det lykkedes at gennemføre en dygtigt udført forsinkende kamp, hvorunder de sidste tropper blev evakueret til østsiden af Rhinen den 25. marts 1945.
Da Tyskland blev delt i to, blev Kesselrings område udvidet til at omfatte Heeresgruppe Mitte, Süd og sydøst på østfronten og Heeregruppe C i Italien foruden hans egen Heeresgruppe G og Heeresgruppe Oberrhein. Den 30. april begik Hitler selvmord i Berlin. Den 1. maj blev Karl Dönitz udpeget til tysk Reichspräsident og Flensborg regeringen blev dannet. En af den nye præsidents første handlinger var udpegningen af Kesselring til øverstkommanderende i Sydtyskland med uindskrænket fuldmagt.

### Kaotisk overgivelse
I mellemtiden havde Wolff og von Vietinghoff, som nu var chef for Heeregruppe C, omtrent afsluttet en foreløbig aftale om overgivelse med Allen Dulles, som var chef for OSS i Schweiz. Disse hemmelige forhandlinger havde været i gang siden primo marts. Kesselring var bekendt med, at de foregik, og havde tidligere accepteret dem, om end han ikke havde meddelt det til sin egen stab. Han orienterede dog senere Hitler.
I første omgang ville han ikke godkende aftalen. Den 30. april afskedigede han både von Vietinghoff og hans stabschef Generalleutnant Hans Röttiger og stillede dem begge til rådighed for OKW til en mulig militærret. De blev erstattet med general Friedrich Schulz og Generalmajor Friedrich Wenzel. Næste morgen reagerede Röttinger med at arrestere både Schulz og Wenzel og tilkalde general Joachim Lemelsen til at overtage Schulz' post. Lemelsen afviste, da han var i besiddelse af skrevne ordrer fra Kesselring, som forbød ham at tage kontakt med fjenden uden hans udtrykkelige godkendelse. På dette tidspunkt havde von Vietinghoff og Wolff afsluttet en våbenhvile med den allierede øverstkommanderende i Middelhavsområdet, feltmarskal Alexander, og den skulle træde i kraft den 2. maj kl. 14. Lemelsen nåede frem til Bolzano, og Schulz og Wenzel fik kontrollen tilbage, men nu var de enige med de officerer, som trængte på for at få en hurtig overgivelse. De tyske hære i Italien var nu totalt besejrede af de Allierede, som hurtigt rykkede frem fra Garmisch modInnsbruck. Kesselring var stadig imod overgivelsen, men blev til sidst overtalt af Wolff om formiddagen den 2. maj efter to timers telefonsamtale med Kesselring i hans hovedkvarter ved Pullach.
Nord for Alperne fulgte Heeresgruppe G efter den 6. maj. Kesselring besluttede nu at overgive sit hovedkvarter. Han beordrede SS Oberstgruppenführer Paul Hausser til at føre tilsyn med SS tropperne for at sikre, at overgivelsen blev gennemført i overensstemmelse med hans instruktioner. Kesselring overgav sig herefter til en amerikansk major ved Saalfelden nær Salzburg i Østrig den 9. maj 1945.
Han blev ført hen til generalmajor Maxwell D. Taylor, som var chef for den amerikanske 101. luftbårne division, som behandlede ham høfligt, og lod ham beholde sine våben og marskalstav, og lod ham besøge hovedkvartererne for Heerestruppe Mitte og Süd på Østfronten ved Zeltweg og Graz uden eskorte. Taylor sørgede for, at Kesselring og hans stab kunne flytte ind på et hotel ved Berchtesgaden. Fotos af Taylor og Kesselring som drikker te sammen, skabte røre i De Forenede Stater. Kesselring mødtes også med generalløjtnant Jacob L. Devers, chef for den 6. amerikanske armégruppe, og gav interviews til journalister.
Da krigen nu var slut, håbede Kesselring at kunne begyndte på at rehabilitere Tyskland. I stedet blev han arresteret. Den 15. maj 1945 blev han ført til Mondorf-les-Bains, hvor hans stav og medaljer blev taget fra ham, og han blev spærret inde. Han blev tilbageholdt i en række amerikanske krigsfangelejre, indtil han blev overført til briterne i 1946.

## Efter krigen

### Retssag
Ved krigens slutning var navnet Kesselring, hvis underskrift optrådte på plakater og trykte ordrer som annoncerede drakoniske straffe, som var indført af den tyske besættelsesmagt, blevet et synonym for den undertrykkelse og terror, der havde karakteriseret den tyske besættelse. Kesselrings navn stod øverst på listen over tyske officerer, som fik skylden for den række ugerninger, som var begået af tyske styrker.
Moskva-erklæringen fra oktober 1943 lovede, at "de tyske officerer og mænd og medlemmer af nazistpartiet, som har været ansvarlig for eller frivilligt har deltaget i de ovennævnte ugerninger, massakrer og henrettelser vil blive sendt tilbage til de lande hvor deres forfærdelige handlinger blev udført med henblik på at de kan blive dømt og straffet i overensstemmelse med lovene i de befriede lande og af frie regeringer, som vil blive oprettet heri." Briterne, som havde været drivkraften bag udformningen af politikken om krigsforbrydelsesdomstole, som kulminerede med Nürnbergprocessen, undtog udtrykkeligt højtstående tyske officerer i deres varetægt. Domfældelsen af Kesselring forudsatte således, at nogen blev fundet skyldig i krigsforbrydelser ved italienske domstole.
Briterne gennemførte to store retssager mod højtstående tyske krigsforbrydere, som havde begået forbrydelser under felttoget i Italien. Af politiske grunde blev det besluttet at afholde retssagerne i Italien, men en anmodning fra Italien om at lade en italiensk dommer deltage blev afvist fordi Italien ikke var et allieret land. Retssagerne blev gennemført i overensstemmelse med den kongelige stævning af 18. juni 1945, og foregik således grundlæggende efter britisk militærlovgivning. Beslutningen om at gennemføre retssagerne hvilede på et tvivlsomt juridisk grundlag – da udlændinge blev stillet for retten for forbrydelser mod udlændinge i et andet land. Den første retssag, som blev gennemført i Rom, var mod von Mackensen og Roms kommandant, Generalleutnant Kurt Mältzer, og vedrørte kun deres andel i Ardeatine massakren. Begge blev dømt til døden den 30. november 1946.
Kesselrings egen retssag begyndte i Venedig den 17. februar 1947. Den britiske militærdomstol blev ledet af generalmajor Sir Edmund Hakewill-Smith, som blev bistået af fire oberstløjtnanter. Oberst Richard C. Halse – som allerede havde opnået dødsstraf til von Mackensen og Mältzer – var anklager. Kesselrings forsvarsadvokater blev ledet af Hans Laternser, en dygtig tysk advokat, som havde specialiseret sig i angelsaksisk lovgivning, havde repræsenteret adskillige anklagede ved Nürnberg-processen og senere kom til at forsvare Generalfeldmarschall Erich von Manstein. Kesselrings evne til at betale sine forsvarere blev hæmmet af, at hans aktiver var blevet indefrosset af de Allierede, men hans udgifter blev til sidst betalt af venner i Sydamerika og familie i Franken.
Kesselring blev tiltalt for to forhold: henrettelsen af 335 italienere ved Ardeatinemassakren og opfordring til at dræbe italienske civile. Kesselring henviste ikke til, at han blot fulgte ordrer. I stedet fastholdt han, at hans handlinger var lovlige. Den 6. maj 1947 fandt retten ham skyldig i begge anklager og dømte ham til døden ved skydning, hvilket blev anset for mindre vanærende end hængning. Retten lod spørgsmålet om det lovlige i at dræbe uskyldige som repressalie stå åbent.
Den planlagte store retssag om kampagnen med repressalier blev aldrig til noget, men en række mindre retssager blev i stedet afholdt i Padua mellem april og juni 1947 mod SS Brigadeführer Willy Tensfeld, Kapitänleutnant Waldemar Krummhaar, 26. panserdivisions Generalleutnant Edward Crasemann og SS Gruppenführer Max Simon fra 16. SS Panzergrenadier Division Reichsführer-SS. Tensfeld blev frikendt. Crasemann blev idømt 10 års fængsel og Simon blev dømt til døden, men hans dom blev omstødt. Simons retssag var den sidste, som blev afholdt i Italien af briterne. I 1949 havde britiske militærdomstole dømt 230 tyskere til døden og yderligere 447 til fængselsstraffe. Ingen af de de dødsdomme, som blev idømt mellem slutningen af 1946 og 1948, blev fuldbyrdet. En række officerer, alle under generalsrang, heriblandt Herbert Kappler, blev overført til italienske domstole. Disse anvendte meget anderledes retsstandarder end briterne – standarder, som ofte var mere fordelagtige for de anklagede. Ironisk nok, i betragtning af de mange forsøg som mange højtstående Wehrmacht officerer gjorde på at skyde skylden over på SS, undgik den højstrangerende SS officer i Italien Karl Woff og Heinrich Himmlers personlige repræsentant i Italien SS Standartenführer Eugen Dollmann at blive retsforfulgt.

### Omstødelse, benådning og frigivelse
Dødsdommen over Kesselring udløste en storm af protester i Storbritannien. Den tidligere premierminister Winston Churchill fastslog straks, at dommen var for hård, og greb ind til fordel for Kesselring. Feltmarskal Alexander, som nu var blevet generalguvernør i Canada, sendte et telegram til premierminister Clement Attlee, hvor han udtrykte håb om, at Kesselrings dom ville blive omstødt. "Som hans gamle modstander på slagmarken", skrev han, "har jeg intet at udsætte på ham. Kesselring og hans soldater kæmpede hårdt, men rent imod os." Alexander havde udtrykt sin beundring for Kesselring som hærfører allerede i 1943. I sine erindringer fra 1961 hyldede Alexander Kesselring som en feltherre, der viste "stor dygtighed ved at trække sig ud af de desperate situationer, som hans mangelfulde efterretninger havde bragt ham i". Alexanders holdninger blev afspejlet af generalløjtnant sir Oliver Leese, som havde haft kommandoen over 8. britiske armé under felttoget i Italien. I et interview i maj 1947 udtalte han, at han var "meget ked af" at høre om det, han anså for "britisk sejrherrejustits" var gået ud over Kesselring, en "yderst ridderlig soldat, som havde kæmpet sine slag ret og rimeligt". Lord de L'Isle, som havde fået tilkendt Victoria Cross for tapperhed ved Anzio, rejste sagen i House of Lords.
Den italienske regering afviste konsekvent at fuldbyrde dødsdomme, da dødsstraffen var blevet afskaffet i Italien i 1944 og blev anset for en efterladenskab fra Mussolinis fascistiske regime. Den italienske beslutning var meget skuffende for den britiske regering, da retssagerne til dels var blevet gennemført for at leve op til forventningerne i den italienske offentlighed. Krigsministeriet meddelte generalløjtnant Sir John Harding, som havde efterfulgt Alexander som chef for de britiske styrker i Middelhavsområdet i 1946, at der ikke skulle afsiges flere dødsdomme, og at de, som allerede var afsagt, skulle omstødes. Som følge heraf omstødte Harding dødsdommene mod von Mackensen, Mältzer og Kesselring til livsvarigt fængsel den 4. juli 1947. Mältzer døde, mens han stadig sad i fængsel i februar 1952, mens von Mackensen, efter at have fået straffen reduceret til 21 års fængsel, blev løsladt i oktober 1952. Kesselring blev flyttet fra Mestre fængslet ved Venedig til Wolfsberg (Kärnten), i maj 1947. I oktober 1947 blev han for sidste gang overført til Werl-fængslet i Westfalen.
I Wolfsberg blev Kesselring kontaktet af en tidligere major i SS, som havde en flugtplan klar. Kesselring afslog tilbuddet med den begrundelse, at han følte, at det ville blive set som en bekendelse af skyld. Andre højtstående nazister havde held til at flygte fra Wolfsberg til Sydamerika eller Syrien.
Kesselring genoptog sit arbejde på en historie om krigen, som han var i gang med at skrive for den amerikanske hærs historiske division. Denne indsats under ledelse af Generaloberst Franz Halder i 1946 bragte en række tyske generaler sammen for at foretage historiske studier af krigen. Blandt deltagerne var Gotthard Heinrici, Heinz Guderian, Lothar Rendulic, Hasso von Manteuffel og Georg von Küchler. Kesselring bidrog med studier af krigen i Italien og Nordafrika og de problemer, som den tyske overkommando havde stået overfor. Kesselring skrev også i hemmelighed på sine erindringer. Manuskriptet blev smuglet ud af Irmgard Horn-Kesselring, Raniers mor, som renskrev det i sit hjem.
En indflydelsesrig gruppe samledes i Storbritannien om at sikre Kesselrings løsladelse fra fængslet. Den blev ledet af Lord Hankey, og gruppen omfattede politikerne lord de L'Isle og Richard Stokes, feltmarskal Alexander og flådeadmiral The Earl of Cork and Orrery, militærhistorikerne Basil Liddell Hart og J.F.C. Fuller. Da Winston Churchill, som var tæt knyttet til gruppen, genvandt posten som premierminister i 1951, begyndte en hurtig løsladelse af de krigsforbrydere, som var i britisk varetægt.
I mellemtiden var løsladelser af militære fanger blevet et politisk spørgsmål i Tyskland. Med grundlæggelsen af BRD i 1949 og begyndelsen på Den kolde krig mellem de tidligere Allierede var det uundgåeligt at Wehrmacht måtte genoplives i en eller anden form, og opfordringer om amnesti for militære fanger var en forudsætning for tysk deltagelse i den vestlige alliance. En mediekampagne tog efterhånden fart i Tyskland. Westdeutsche Allgemeine Zeitung trykte et interview med Liny Kesselring og magasinet Stern kørte en serie om Kesselring og von Manstein med titlen "Retfærdighed, ikke mildhed". Presset på den britiske regering blev forøget i 1952, da den tyske forbundskansler Konrad Adenauer gjorde det klart, at Vesttysk tiltrædelse af Vestunionen afhang af løsladelsen af tyske militærpersoner.
I juli 1952 fik Kesselring konstateret kræft i struben. Under 1. verdenskrig havde Kesselring røget op til 20 cigarer om dagen, men han var holdt op med at ryge i 1925. Selv om briterne var skeptiske over for diagnosen var de bekymrede for at Kesselring skulle dø i fængsel ligesom Mältzer, hvilket ville være en PR katastrofe. Kesselring blev overført til et hospital under bevogtning. I oktober 1952 blev Kesselring løsladt fra fængslet på grund af dårligt helbred.

### Senere år
I 1952, mens han stadig lå på hospitalet, accepterede Kesselring at blive ærespræsident for tre veteranorganisationer. Den første var Luftwaffenring, som bestod af veteraner fra Luftwaffe. Verband deutsches Afrikakorps var veteranorganisationen for Afrika Korps fulgte snart efter. Mere kontroversielt var præsidentposten for den højreorienterede veteranorganisation Stahlhelm, Bund der Frontsoldaten. Ledelsen af denne organisation var en plet på Kesselring rygte. Kesselring forsøgte at reformere organisationen og foreslog, at det nye tyske flag skulle bruges i stedet for det gamle kejserflag, at den gamle Stahlhelm hilsen Front heil! skulle afskaffes og at medlemmer af det tyske socialdemokratiske parti skulle have lov til at blive optaget. Reaktionen var uentusiastisk.
Kesselrings erindringer blev udgivet i 1953 under titlen Soldat bis zum letzten Tag. Selv om de var skrevet, mens han sad i fængsel og var uden adgang til sine papirer var erindringerne en værdifuld kilde, som fortalte militærhistorikere om emner som baggrunden for invasionen af Sovjetunionen. Da den engelske udgave udkom, var Kesselrings påstande om, at Luftwaffe ikke blev besejret i luften under slaget om England og at Operation Seelöwe – invasionen af Storbritannien blev overvejet, men aldrig for alvor planlagt, kontroversielle, men den sidste er almindelig accepteret i dag. I 1955 udgav han en ny bog: Gedanken zum Zweiten Weltkrieg (Tanker om 2. verdenskrig).
Da Kesselrin g blev interviewet af den italienske journalist Enzo Biagi kort efter sin løsladelse i 1952, beskrev han hårdnakket Marzabotto massakren, hvor næsten 800 uskyldige italienske civile var blevet dræbt, som en "normal militær operation". Da hændelsen blev anset for at være den værste massakre på civile i Italien under 2. verdenskrig, førte Kesselrings betegnelse til et protest og harme i det italienske parlament. Kesselring reagerede ved at forstærke provokationen og hævdede, at han havde reddet Italien, og at italienerne burde rejse et monument for ham. Som svar skrev Piero Calamandrei, som var italiensk jurist, soldat, universitetsprofessor og politiker og leder i modstandsbevægelsen den 4. december 1952, digtet Lapide ad ignominia ("Et monument over vanære"). I digtet hævdede Calamandrei, at hvis Kesselring vendte tilbage, ville han opdage et monument, som var stærkere end sten og bestod af italienske modstandsfolk, som "villigt greb til våben for at bevare værdigheden, ikke for at styrke hadet, og som besluttede at kæmpe imod skammen og terroren i verden". Calamandreis digt optræder på monumenter i byerne Cuneo og Montepulciano.
Efter løsladelsen fra fængsel protesterede Kesselring mod det, han anså for den "den tyske soldats urimeligt tilsværtede rygte". I november 1953, hvor han afgav vidneudsagn ved en retssag om krigsforbrydelser, advarede han om, at "der vil ikke være nogle frivillige til den nye tyske hær, hvis den tyske regering fortsætter med at stille tyske soldater for retten for handlinger begået under 2. verdenskrig". Kesselring støttede entusiastisk European Defence Community og foreslog at "krigsmodstanderne af i går må være kammerater i fred og venner i morgen". Til gengæld erklærede Kesselring, at han var forbløffet over dem, som troede, "at vi må revidere vore ideer i overensstemmelse med demokratiske principper.... Det er mere end jeg kan klare."
Kesselring og Liny rejste rundt i Østrig i marts 1954, tilsyneladende som private borgere. Han mødtes med tidligere våbenbrødre og fængselskammerater, nogle af dem tidligere SS medlemmer, hvilket bragte den østrigske regering i forlegenhed, så den beordrede ham udvist. Kesselring ignorerede ordren og gennemførte sin rundtur til han rejste hjem en uge senere. Kesselrings eneste officielle indsats var i medaljekommissionen, som blev nedsat af den vesttyske præsident Theodor Heuss. Kommissionen endte med enstemmigt at anbefale, at det skulle være tilladt at bære medaljer, dog uden hagekors.
Kesselring havde vidnet ved Nürnberg-processen mod Hermann Göring. Hans tilbud om at vidne mod sovjetiske, amerikanske og britiske hærchefer blev afslået. Efter sin løsladelse blev han indkaldt som ekspertvidne i "Generalernes retssag". Generalernes retssag var retssager mod tyske borgere ved tyske domstole om forbrydelser begået i Tyskland, den mest prominente var den mod Generalfeldmarschall Ferdinand Schörner.
Den 16. juli 1960 døde han i en alder af 74 år på et sanatorium i Bad Nauheim af en blodprop i hjertet. Han fik en halv-militær Stahlhelm begravelse og blev begravet på Bergfriedhof kirkegården i Bad Wiessee. Medlemmer af Stahlhelm bar hans kiste og affyrede en riffelsalut over hans grav. Hans tidligere stabschef, Siegfried Westphal, talte på vegne af veteranerne fra Nordafrika og Italien og beskrev Kesselring som "en mand med en beundringsværdig karakterstyrke, som drog omsorg for soldater af enhver rang". General Josef Kammhuber talte på vegne af Luftwaffe og Bundeswehr og udtrykte håbet om, at Kesselring ville blive mindet for sine tidlige bedrifter frem for sine senere aktiviteter. Tilstede var også den tidligere SS Oberstgruppenführer Sepp Dietrich, den tidligere rigskansler Franz von Papen, generalfeltmarskal Ferdinand Schörner, storadmiral og tidligere rigspræsident Karl Dönitz, Otto Remer, SS Standartenführer Joachim Peiper og den tidligere ambassadør Rudolf Rahn.
I 2000 blev der holdt en mindehøjtidelighed i Bad Wiessee i anledning af 40-årsdagen for Kesselrings død. Der var ingen repræsentanter for Bundeswehr tilstede, da Kesselring var "uværdig til at være en del af vor tradition". I stedet var det to veterangrupper, som mindedes feltmarskallen: Deutsche Montecassino Vereinigung og Bund Deutscher Fallschirmjäger. For sine aldrende soldater forblev Kesselring en hærchef, som skulle mindes.